# 山上圣母圣殿 (孟买)
山上圣母圣殿（Basilica of Our Lady of the Mount，Mount Mary Church）是一座罗马天主教宗座圣殿，位于印度孟买班德拉区的一个山丘上，海拔约80米，俯瞰 阿拉伯海。每年9月8日圣母圣诞瞻礼之后，将举行为时一周的班德拉集市（Bandra Fair），吸引成千上万的朝圣者。。

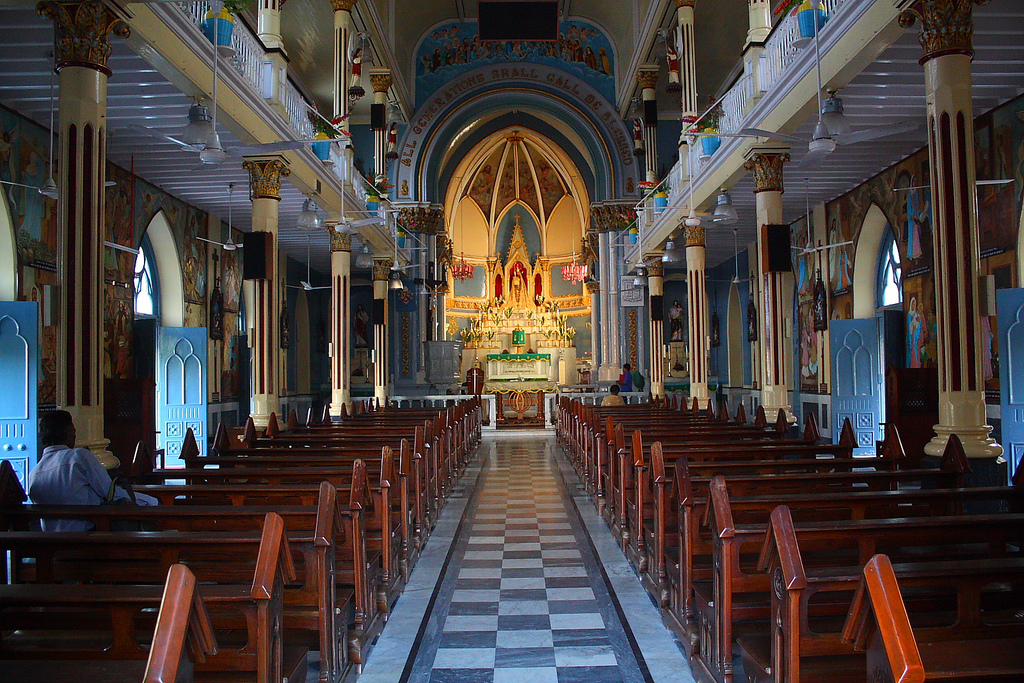